# Selfish Machines
| Críticas profissionais | Críticas profissionais |
| Avaliações da crítica  | Avaliações da crítica  |
| Fonte                  | Avaliação              |
| ---------------------- | ---------------------- |
| Rock Sound             | (6/10)                 |

Selfish Machines é o segundo álbum de estúdio da banda de post-hardcore americana Pierce the Veil lançado pela Equal Vision Records em 21 de junho de 2010. Seu título é derivado de uma letra na música "The Sky Under the Sea".
A faixa bônus do iTunes "She Makes Dirty Words Sound Pretty" é uma música gravada por Vic Fuentes e Jonny Craig em 2007, mas não foi lançada, apesar de ter sido apresentada ao vivo algumas vezes. Outra edição de luxo do álbum foi lançado e inclui um bônus "The Making Of" DVD e duas faixas bônus.
Em 1 de outubro de 2010, o vídeo da música "Caraphernelia" foi lançado para promover o álbum e o single. Foi dirigido por Robby Starbuck, o vídeo da música apresenta cenas separadas dos membros da banda, e como convidado o vocalista Jeremy McKinnon do A Day to Remember.
Em 5 de julho de 2011, um vídeo da música para o segundo single, "Bulletproof Love" foi lançado.

## Antecedentes e gravação
Em novembro de 2008, a Alternative Press publicou uma lista dos álbuns mais aguardados de 2009. Ela incluía o segundo álbum de Pierce the Veil, que na lista estava previsto para ser lançado "no outono". Em entrevista ao site AbsolutePunk no início de 2009, o guitarrista e vocalista Vic Fuentes revelou que o próximo álbum do Pierce the Veil seria influenciado por seus fãs. Ele também disse que não tinha certeza de quando o álbum seria lançado, mas certificou que seria lançado pela Equal Vision. Em abril de 2009, a Alternative Press revelou que a banda estava no processo de escrita de seu próximo álbum. Foi revelado em novembro de 2009 que o grupo já estava compondo e criando demos com material inédito em seu estúdio caseiro.Selfish Machines, assim como o álbum seguinte Collide with the Sky (2012), foi criado em uma cabana que pertencia ao presidente da Fearless Records, Bob Becker. Tal como no álbum anterior, A Flair for the Dramatic (2007), o cantor e compositor Curtis Peoples se juntou ao Pierce the Veil para ajudar a escrever as canções. No entanto, nenhuma das músicas escritas com sua ajuda foi finalizada para o Selfish Machines.
O álbum foi gravado de dezembro de 2009 a janeiro de 2010 em Los Angeles com o produtor Mike Green. A data de estreia estava prevista para mais tarde naquele ano. Green foi escolhido como produtor porque, segundo Fuentes, os álbuns em ele que já havia trabalhado "soavam incríveis" e ele seria "uma pessoa muito realista e apaixonada". Foi revelado em 27 de dezembro de 2009 que Mike Fuentes gravou todas as faixas de bateria em um dia, no Ocean Studios em Burbank, Califórnia. A bateria foi gravada com três microfones no bumbo e quatro na caixa. Durante as sessões de gravação, Mike quebrou um microfone que valia 6 mil dólares. Em 11 de janeiro de 2010, embora os vocais e as faixas de teclado ainda não tivessem sido gravados, todos os outros componentes foram concluídos. Uma atualização do estúdio postada em 19 de fevereiro observou que restavam apenas oito dias para gravar os vocais. Fuentes disse mais tarde que não voltaria a gravar em Los Angeles, pois estar tão perto de sua cidade natal, San Diego, proporcionava "muitas distrações das quais não precisávamos".

## Faixas
| N.º            | Título                                                     | Duração |  |
| 1.             | "Besitos"                                                  | 4:22    |  |
| 2.             | "Southern Constellations"                                  | 1:05    |  |
| 3.             | "The Boy Who Could Fly"                                    | 4:18    |  |
| 4.             | "Caraphernelia" (Com Jeremy McKinnon do A Day to Remember) | 4:28    |  |
| 5.             | "Fast Times at Clairemont High"                            | 4:01    |  |
| 6.             | "The New National Anthem"                                  | 4:00    |  |
| 7.             | "Bulletproof Love"                                         | 3:57    |  |
| 8.             | "Stay Away from My Friends"                                | 4:41    |  |
| 9.             | "I Don't Care If You're Contagious"                        | 3:24    |  |
| 10.            | "Disasterology"                                            | 3:26    |  |
| 11.            | "Million Dollar Houses (The Painter)"                      | 4:01    |  |
| 12.            | "The Sky Under The Sea"                                    | 4:36    |  |
| Duração total: | Duração total:                                             | 47:06   |  |

| Itunes Edição de luxo faixa bônus |                                                                             |         |  |
| N.º                               | Título                                                                      | Duração |  |
| 13.                               | "She Makes Dirty Words Sound Pretty" (Com Jonny Craig do Dance Gavin Dance) | 50:57   |  |
| Duração total:                    | Duração total:                                                              | 50:57   |  |

## Créditos
Créditos para Selfish Machines foi adaptado no Allmusic.

### Músicos
| Pierce the Veil - Vic Fuentes - vocal, guitarras, guitarras acústicas, piano, teclados, guitarra havaiana, cordas, sintetizadores, letras, composição - Mike Fuentes - bateria, percussão, cordas, compositor - Jaime Preciado - baixo, programação, compositor - Tony Perry - guitarras, guitarras acústicas, compositor |

### Produção
| - Mike Green - produção, mixagem, engenharia , guitarras adicionais - Vic Fuentes - produção, mixagem - Alan Douches - masterização - Vanessa Harris - assistente engenheiro, vocais adicionais nas faixas 1 e 9 - Kyle Black - engenharia, edição | - Will McCoy - engenheiro assistente - Phill Mamula - direção de arte, conceito de arte, fotografia - Kyle Crawford - logo - Tom Denney - compositor - Dave Yaden - compositor - Francesca Caldara - A&R |

## Gráficos
| Billboard gráficos (2010) | Posição maxíma |
| ------------------------- | -------------- |
| Billboard 200             | 106            |
| Rock Albums               | 31             |
| Top Heatseekers           | 1              |
| Independent Albums        | 16             |
| Alternative Albums        | 17             |
| Hard Rock Albums          | 9              |